# 宮澤政次郎
宮澤 政次郎（みやざわ まさじろう、1874年2月23日 - 1957年3月1日）は、日本の実業家・地方政治家。詩人・童話作家の宮沢賢治の父である。花巻川口町町会議員、民生委員、調停委員を務めた。また、浄土真宗の篤信家でもあり、暁烏敏や近角常観などと交流を持った。姓については子息の賢治と同様、常用漢字体で宮沢とも表記される（以下の文中でも「宮沢」で統一する）。

## 来歴
宮沢喜助とキンの長男として現在の岩手県花巻市に生まれる。2男2女の4人きょうだいの長男（上に姉あり）だった。当時の宮沢家は、喜助が開いた質・古着商を家業としていた。1885年に本城小学校を卒業すると家業に従事し、15歳 - 16歳頃には父の代理を務めるほどだった。堅実・質素を旨とする家風を受け継ぎながら、西日本（近畿地方や四国）まで仕入れに出向く積極的な経営をおこなった。
1895年に宮沢イチと結婚。イチの父は宮沢善治で、イチの妹のヨシは花巻町長も務めた梅津善次郞に嫁いでいる。イチとの間に長男賢治（1896年生）、長女トシ（1898年生）、次女シゲ（1901年生）、次男清六（1904年生）、三女クニ（1907年生）をもうける。
家業の傍ら、花巻仏教会の中枢会員として毎年仏教講習会を開いたりした。大沢温泉で夏に開かれた講習会は1898年から始まったとされ、次第に暁烏敏、近角常観、多田鼎などの仏教学者を講師に招くようになり、1916年まで毎年開催された。
1902年に賢治が赤痢に罹患した際、看病中に自らも赤痢を発症し、治癒したもののその影響で後年まで胃腸が弱くなったという。学問に理解のあった政次郎は、賢治が尋常小学校を卒業するに際して、盛岡中学校（現・岩手県立盛岡第一高等学校）の受験を認めている（父の喜助は「商人に学問はいらない」という考えだった）。その後、盛岡中学校を卒業した賢治が家で生気なく過ごすのを目にして盛岡高等農林学校（現・岩手大学農学部）への進学を許した。賢治が中学卒業直後に鼻炎で入院して看病した際には、再び自らも病に倒れている。
1900年に花巻川口町育英会理事となり、1907年に花巻川口町議会議員に選出され、4期務めた。1925年の選挙では最多得票であった。この町会議員選出は人柄のよさから推されたもので、野心や政争からは距離を置いており、「町政史にきわだった足跡は残っていない」と指摘されている。
1916年の時点で所得税納税額は稗貫郡内で14位、花巻では11位であった。
政次郎は一族に病人が多く出る理由を古物売買という家業に由来するとみており、賢治には家業の転換を期待した。賢治が1918年に保阪嘉内に宛てた書簡では、1920年（大正9年）を目標として家業を変えるという予定を伝えている。しかし、1919年に賢治が立てた「東京で人造宝石製造を手がける」というプランには実現性を不安視して採用しなかった。賢治が盛岡高等農林学校研究科を修了後の1920年5月に日蓮宗系の国柱会に入会すると、賢治が定職に就いていなかったこともあり、賢治との間で宗教や職業をめぐって連日口論するようになる。賢治は一家を日蓮宗に改宗させようと政次郎に議論を挑み、同じ仏教をめぐっての二人の論争は他の家族が困惑するほどだった。ある夜、賢治と言い争った後、それを横で見聞していた妻や娘に対して「聞いていてひどかったろう。だが大事なことを言いあったので喧嘩ではないのだからな」と話して涙したという。賢治はついに1921年1月に家出の形で上京、同年春に政次郎は賢治を訪ねて関西方面への旅行に誘い、約1週間同行した。この旅行は延暦寺や叡福寺（予定したが実際は法隆寺を訪問）など仏教各宗派の開祖とゆかりのある寺院をめぐることで、法華経へのこだわりを見直させる狙いがあったとされる。しかし賢治は東京帰着後に、上野駅で政次郎を見送って東京に残った。結局、同年9月頃にトシが発病したことで賢治は帰郷し、12月から稗貫農学校（のち花巻農学校、現・岩手県立花巻農業高等学校）の教員となる。帰宅後の賢治とは強く対立するようなことはなかった。
1922年に長女のトシと死別。臨終のトシに「ずいぶん病気ばっかりしてひどかったなあ。こんど生まれてくるときには、人になんぞ生まれてくるなよ」という言葉をかけ、トシは「うまれてくるたて、こんどはこたにわりやのことばかりで、くるしまなあよにうまれてくる」（今度生まれるときにはこんなに自分のことで苦しまないように生まれてくる）と答えた。
この時期、実業家としては花巻電気の取締役や監査役を務めたり、総合花巻病院の建設に際して、病棟の建設費の出資者に名を連ねるといった活動をおこなっている。また第一次世界大戦中の好況期には株式投資にも手を染め、大きな失敗なく財をなしている。小倉豊文によると、政次郎は後年「自分は仏教を知らなかったら三井、三菱くらいの財産は作れただろう」と述べたという。
1926年4月、質・古着商をやめて、清六による金物・電動具店に家業を改めた。時期を同じくして賢治は勤めていた花巻農学校を辞めて独居自炊の生活に入った。家業転換後に、法律や経理に通じた人物を三女の夫に養子として迎えて万全を期した。賢治は独居自炊生活で体を壊し、1928年8月から実家に戻って療養生活に入る。
1929年4月、旧花巻町と花巻川口町が合併して発足した新しい花巻町の町議会選挙に立候補したが、4票差の次点2位で落選し、以後議員への立候補はおこなわなかった。
1931年に小康を得た賢治は、東北採石工場に「技師」の身分で嘱託となった。この際、契約実務などは政次郎が取り仕切ったとされる。同年9月、工場の製品である壁材料拡販のために上京した賢治は到着当日に高熱を発して宿泊先で病臥し、死を覚悟して家族宛の遺書もしたためた。到着から1週間後、賢治は「もう私も終りと思いますので最後にお父さんの御声を」と実家に電話し、これを聞いた政次郎は東京在住の知人に寝台車を手配させて賢治を帰宅させた。以後、賢治は実家で死去まで2年間の闘病生活を送る。
1933年に賢治が死去する間際、「国訳妙法蓮華経を1000部作って配布してほしい」という遺言を聞き取って書き残した。政次郎はこれを読み上げてから「おまえもなかなかえらい」と述べ、それを聞いた賢治はその場にいた清六に「おれもとうとうおとうさんにほめられたもな」と話した。
戦後の1951年に、かつての賢治の望みに応える形で宮沢家を浄土真宗から日蓮宗に改宗する。また、同年10月1日、長年の調停委員としての功績（調停件数800件以上）により、藍綬褒章を受章した。賢治の伝記作家である堀尾青史がその秘訣を尋ねると「おたがいにいいたいことをいわすだけです」と答えたという。『【新】校本宮澤賢治全集』年譜では、その人柄や態度が秘訣であったと記している。
1957年3月1日死去。

## 人物
家庭内では厳格であり、賢治の文学活動についても「唐人の寝言のようなものではだめだ、どんな本が売れているか本屋へいって調べてみよ」と手厳しかった。また賢治が盛岡高等農林学校研究生ながら自宅で意に沿わない店番をする生活を送っていた1919年8月に保阪嘉内に送った書簡には、以下のような記述がある（仮名遣いは原文の歴史的仮名遣いを現代仮名遣いに修正）。
賢治没後も「世間で、天才だの何だのといわれているのに、うちの者までそんな気になったら、増上慢の心はどこまで飛ぶか知れない。せめて自分だけでも『たづな』になっていなくてはいけないと思っていました。」という考えで家族を引き締めた。賢治に対する評としては「早熟児で、仏教を知らなかったら始末におえぬ遊蕩児になったろう」「自由奔放でいつ天空へ飛び去ってしまうかわからないので、この天馬を地上につなぎとめるために手綱を取ってきた」という言葉が残っている。また宮沢清六は、政次郎がときどき「賢治には前世に永い間、諸国をたった一人で巡礼して歩いた宿習があって、小さいときから大人になるまでどうしてもその癖がとれなかったものだ」と「しみじみ話した」と書き記している。
一方、家出時に同行した関西旅行を終えた後、賢治が上野駅で頭を下げて丁重に見送ったことには「あんなことには並はずれて丁寧な男でございました」と振り返った。また、賢治は盛岡高等農林学校研究科在籍中、稗貫郡の土性調査で山歩きに出た際に鞄の荷物から政次郎が栄養補給用に忍ばせた薄荷糖を見つけた体験を、「私は後に兵隊にでも行って戦にでも出たらこんな事を思い出すだろうと思います」（原文は歴史的仮名遣いでカタカナ）とその情愛に感謝する内容を友人への書簡に記している。
次女のシゲの回想では、政次郎は晩年、「賢治も、なんぼか詩をよめたったというのかな。『消えてあとない天のがはら……』なんて、はかない命を美しくうたったよな」と詩「原体剣舞連」の一部を引いて口にし、シゲが「お父さん、賢さんの生きてる時に、今の一言いってほめてあげればよかったのに」と言うと「人には、それぞれ役目があるもんだもや」と「何とも淋しそうに、泣き笑いの顔で」答えたという。
資産家であっても家族に華美な服は許さず、年頃になった娘たちに着物を買うために妻のイチは政次郎を説得するのに大変苦労したと、シゲは述べている。
幼いシゲとクニに近くの山に登山させ、来世で男になってほしいという祈願していたと、シゲの回想で口述する。

## 登場作品
戯曲・映画・テレビドラマ
- 井上ひさし『イーハトーボの劇列車』
- 門井慶喜『銀河鉄道の父』（舞台版は的場浩司が演じ[42]、映画版は役所広司が演じる[43]）
- 映画『わが心の銀河鉄道 宮沢賢治物語』（演：渡哲也）
- 映画『宮澤賢治 その愛』（演：仲代達矢）
- テレビドラマ『宮沢賢治の食卓』（演：平田満[44]）
- 映画『愁いの王 -宮澤賢治-』（演：工藤森栄）

漫画
- 『宮沢賢治の食卓』（魚乃目三太）
- 『イーハトーブ農学校の賢治先生』（原案：佐藤成、漫画：魚戸おさむ）
- 『月光条例』（藤田和日郎）